# Zamek w Kaniowie
Zamek w Kaniowie (łac. Kaniovia, castrum et capitaneatus in palatinatum Kijoviae) – średniowieczny, nieistniejący zamek położony w Kaniowie w południowej dzielnicy Zadnieprza po prawej stronie Dniepru, w województwie kijowskim Rzeczypospolitej, około 50 km powyżej zamku w Czerkasach.
Powstał w latach 1370–1390. Zbudowany przez Litwinów, którzy wznieśli na ziemiach ruskich szereg zamków obronnych, m.in. w Kijowie, Czerkasach, Żytomierzu, Łucku, Ostrogu, Kamieńcu Podolskim, Bracławiu, Winnicy i Kaniowie. Zabezpieczały one w znacznym stopniu stepową ludność przed atakami Tatarów.  Odbudowany przez Kazimierza Jagiellończyka po najeździe tatarskim ok. roku 1492. Wzmocnił go Ostafi Daszkiewicz.
Rozbudowany przez Zygmunta III. Zniszczony ok. roku 1595. W roku 1622 stwierdzono, że "bram ani baszt porządnych nie masz, ... zamek pusty, pogniły, obleciały". Wzmiankowany jeszcze w lustracji z 1765 roku jako otoczony drewnianymi palami, z mostem nad fosą i basztą nad bramą wjazdową.
Spalony w 1768 roku przez Hajdamaków co opisał Seweryn Goszczyński w poemacie "Zamek Kaniowski".

## Literatura
- Seweryn Goszczyński – Zamek kaniowski, poemat z  roku 1828